# شهر البرتو ارولو توریلبا
شهر البرتو ارولو توریلبا (به اسپانیایی: Alberto Arvelo Torrealba Municipality) یک سکونتگاه مسکونی در ونزوئلا است که در ایالت باریناس واقع شده‌است.

## خصوصیات
شهر البرتو ارولو توریلبا ۳۶٬۳۶۳ نفر جمعیت دارد.